# Film de Noël

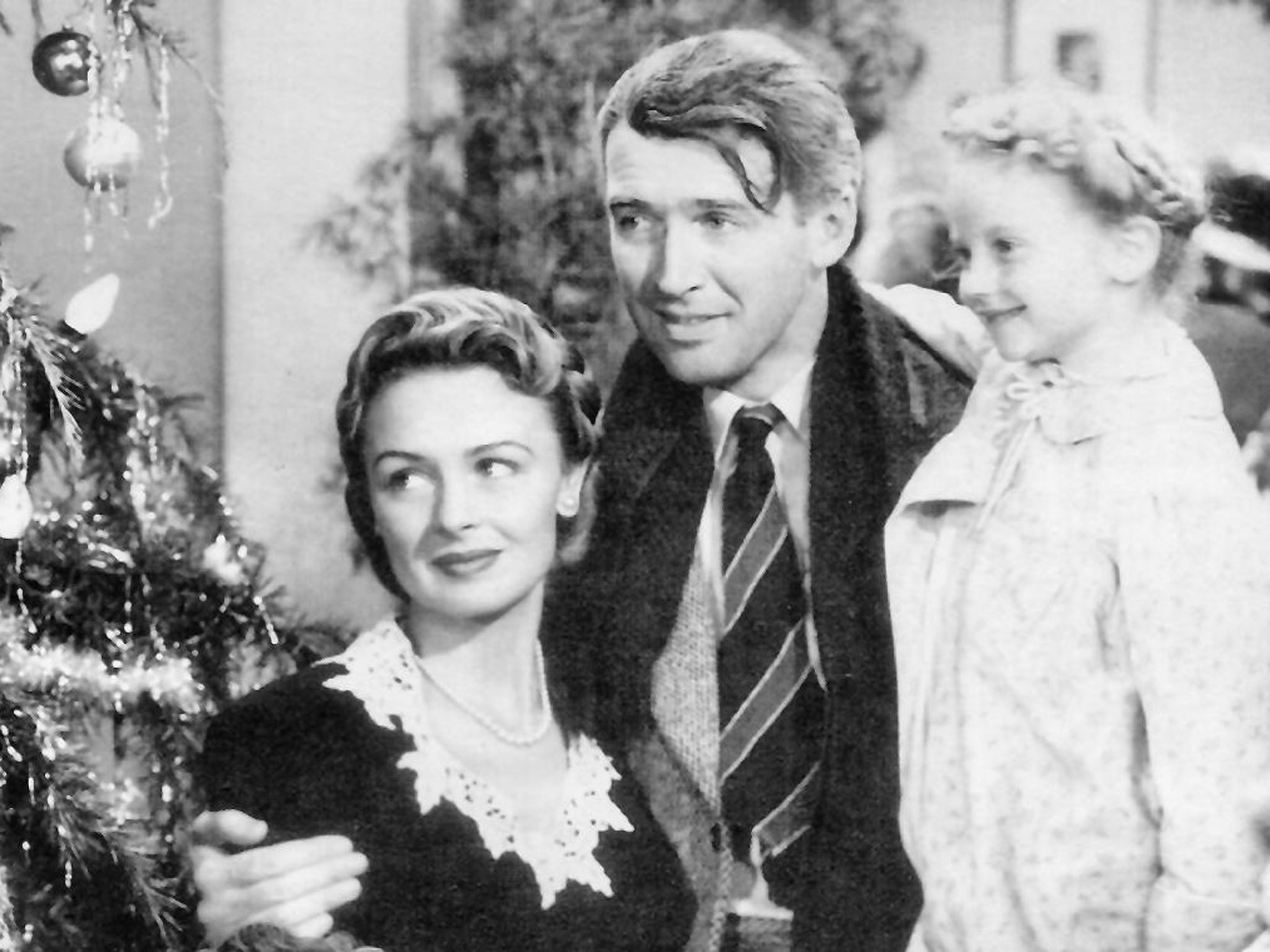
Donna Reed, James Stewart et Karolyn Grimes dans La vie est belle, film de noël américain, 1946.

Un film de Noël est un genre cinématographique en lien avec la fête ou la période de Noël,,,.

## Histoire
Ce genre est apparu dés le début du cinéma muet avec Saint-Nicolas sorti en 1898. Aujourd'hui, ces films sont présents sur toutes les plateformes du divertissement.

## Caractéristiques
Que le scénario soit réaliste ou fantastique, les films de Noël obéissent à des codes, voire des clichés spécifiques ainsi que des stéréotypes mettant en scène une thématique familiale, notamment l'enfance, ou des enjeux sociaux dans une ambiance festive, même s'ils sont parfois subvertis par des scénarios dramatiques, comiques, mélodramatiques, musicaux , romantiques ou horrifiques,. Certains de ces films sont considérés comme de véritables blockbusters.
La date de sortie pendant les fêtes de Noël ne garantit pas qu'il s’agisse d'un film de Noël. Inversement, les films de Noël ne sortent pas nécessairement au mois de décembre. Ainsi, Le Miracle de la 34e rue est sorti en mai, La vie est belle est sorti en janvier, Joyeux Noël dans le Connecticut et Le père Noël est une ordure sont sortis en août et Gremlins est sorti en juin.

## Analyse
On notera que plusieurs films portent en eux un message politique selon le pays d'origine dont est issue l'œuvre. Ces films sont très appréciés auprès du public et rapportent beaucoup d'argent. À l'approche des fêtes de fin d'année, les chaînes de télévision proposent généralement la diffusion de plusieurs films de Noël. Cette industrie cinématographique connaît un important essor avec de nouveaux films de Noël sortant chaque année ainsi que la production de téléfilms qui connaissent de fortes audiences à la période de diffusion à la télévision alors que les scénarios sont presque toujours identiques,. Les films de Noël peuvent jouer un rôle important dans la société au moment de leur sortie.
On peut différencier les films célébrant l’esprit de la fête de Noël, de ceux dont l’action se déroule à l'approche ou au moment du réveillon de Noël.

### Documentaires
- 2011 : Une Nuit au cinéma, saison 1, épisode 4 Les films de Noël
- 2014 : Blow Up, épisode Noël au cinéma

### Catégories connexes
- Catégorie:Téléfilm de Noël
- Catégorie:Série télévisée de Noël
- Catégorie:Épisode de série télévisée de Noël